# 阿登 (地区)

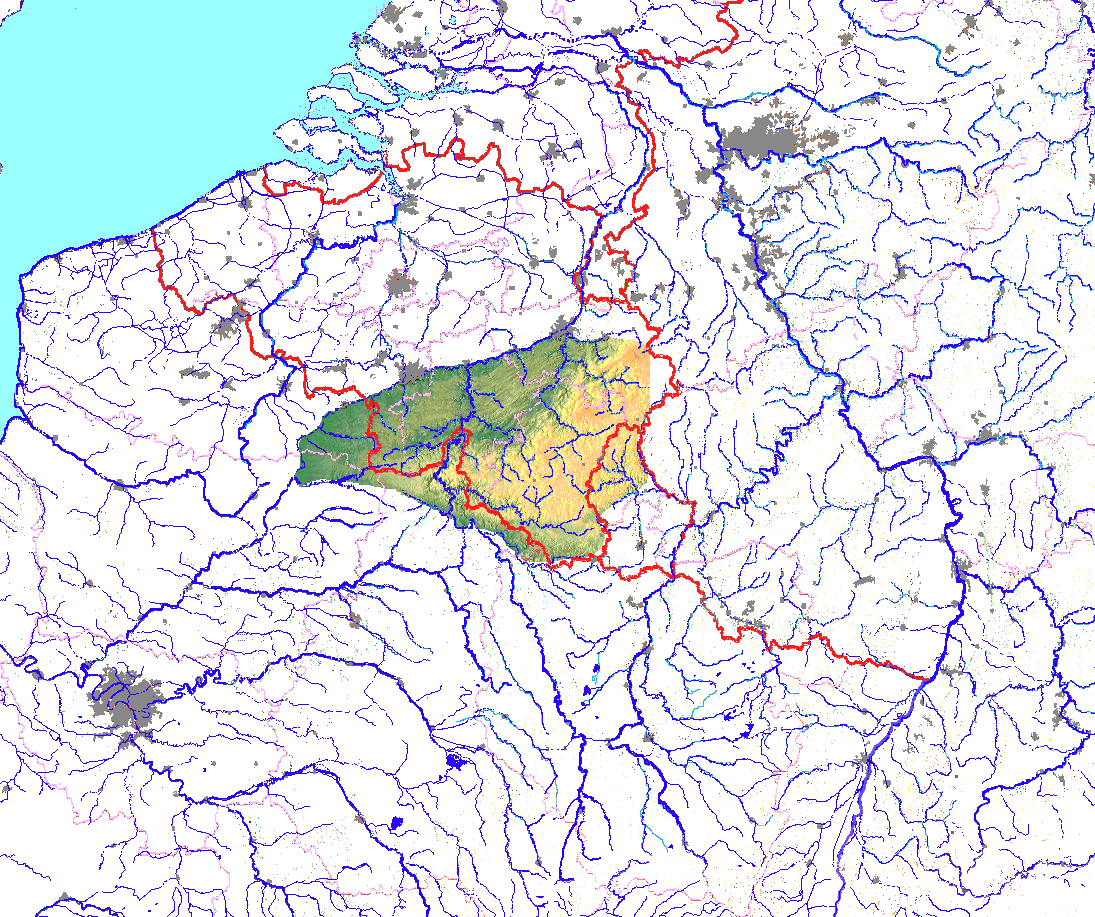
阿登地區

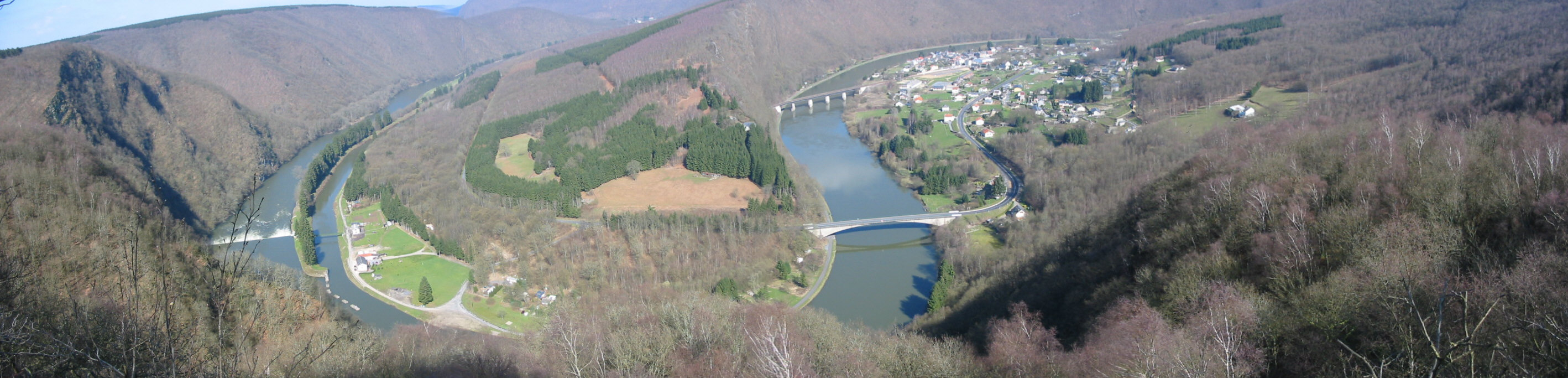
默兹河

阿登（法語：Ardenne，發音：[aʁdɛn] ⓘ，發音：[ɑrˈdɛnə(n)] ⓘ）是位于比利时和卢森堡交界的一片森林覆盖的丘陵地带，并一直延伸到德国和法国境内。
1940年5月13日德国A集团军通过法国防守力量薄弱的阿登，绕过馬奇諾防線进入法国，盟军在阿登山地因为德军的奇袭完全无法组织有效的抵抗。
1944年12月16日，由於戰局對德國逐漸不利，以及東線紅軍的壓迫，希特勒遂下令發動“守望萊茵”（美方稱之為突出部之役）之戰，就在這同樣的地方發起。